# Handelshogeschool
Een handelshogeschool (businessschool) is een instelling voor hoger onderwijs in de bedrijfskunde en verwante vakgebieden. Er wordt over het algemeen onderwezen in administratie, boekhouding, financiën, marketing, public relations, organisatiekunde en strategisch management.
ESCP Europe werd gesticht in 1819 en is daarmee de oudste handelshogeschool ter wereld.
Enkele bekende businessschools zijn de Harvard Business School, de Wharton School, de London Business School en INSEAD. 

## Classificatie van bedrijfsscholen
Kaplan classificeert businessschools volgens vier Kenmerken: 
1. Kompas (internationaal/globaal-regionaal/lokaal): Bedrijfsscholen kunnen worden geclassificeerd volgens een continuüm met internationale/globale scholen aan een uiteinde en regionale/lokale scholen aan het andere uiteinde.
2. Kaart / Cultuur (Europa-VS): Onafhankelijk van hun eigenlijke (fysieke) locatie, kunnen bedrijfsscholen worden geclassificeerd op basis van het feit of ze het Europese model of het Amerikaanse model volgen.
3. Kapitaal (publiek-privaat): Bedrijfsscholen kunnen openbaar (door de overheid) of privaat worden gefinancierd; bijvoorbeeld via giften of lesgeld.
4. Kern (lesgeven-onderzoek): Bedrijfsscholen kunnen worden geclassificeerd op basis van het feit of een school lesgeven of onderzoek als haar voornaamste focus beschouwt.

## Nederland
In Nederland zijn enkele businessschools (gericht op post-experience bedrijfskundig onderwijs), zowel van hogescholen waaronder Business School Nederland, Rotterdam Business School, Beeckestijn Business School, als ook academisch waaronder de Maastricht School of Management, Nyenrode Business Universiteit, TIAS School for Business and Society, Amsterdam Business School en Rotterdam School of Management.

## België

### Businessschools in België
| Oprichting | Businessschool                                     | Onderwijsinstelling                                    | Campussen                            | Accreditaties            | Programma's                                                                         |
| ---------- | -------------------------------------------------- | ------------------------------------------------------ | ------------------------------------ | ------------------------ | ----------------------------------------------------------------------------------- |
| 1897       | Louvain School of Management                       | Université catholique de Louvain                       | Louvain-la-Neuve, Bergen             | EQUIS, CEMS              |                                                                                     |
| 1898       | HEC Liège                                          | Université de Liège                                    | Liège                                | AACSB, EFMD/EPAS, CGE    | BSc, M.A., MSc, MPA, Phd, Advance Masters, Professional Masters, Executive Programs |
| 1899       | Solvay Brussels School of Economics and Management | Université libre de Bruxelles                          | Brussel                              | AMBA, EQUIS, CGE         | BSc, MSc, Phd, Advance Masters, Professional Masters, Executive Programs            |
| 1953       | Vlerick Business School                            | Katholieke Universiteit Leuven, Universiteit Gent      | Gent, Brussel, Sint-Petersburg       | AACSB, AMBA, EQUIS, NVAO | Advance Masters, Professional Masters, Executive Programs                           |
| 1954       | ICHEC Brussels Management School                   | Independent                                            | Brussel                              | EFMD/EPAS                |                                                                                     |
| 1959       | Antwerp Management School                          | Universiteit Antwerpen                                 | Antwerpen                            | AACSB, AMBA, EQUIS, NVAO | MSc, Phd, Advance Masters, Professional Masters, Executive Programs                 |
| 1988       | EHSAL Management School                            | Katholieke Universiteit Leuven, Odisee                 | Brussel                              |                          | Professional Masters, Executive Programs                                            |
| 1992       | UBI Business School                                | Middlesex University London                            | Brussel, Luxemburg, Madrid, Shanghai | AMBA                     | BSc, MSc, BSc, advance masters, professional masters, executive programs            |
| 2000       | Flanders Business School                           | Katholieke Universiteit Leuven, Hogeschool Thomas More | Antwerpen                            | NVAO                     | Professional Masters, Executive Programs                                            |

### Geschiedenis van het economisch onderwijs in België
| Oprichting |  | Plaats    | Businessschool / Faculteit                                                  | Geschiedenis | Huidige onderwijsinstelling |
| ---------- |  | --------- | --------------------------------------------------------------------------- | --- | --- |
| 1852       |  | Antwerpen | Institut Saint-Ignace                                                       | later École Supérieure de Commerce Saint- Ignace, later Sint-Ignatius Handelshogeschool, later Universitaire Faculteiten Sint-Ignatius Antwerpen | Faculteit Bedrijfswetenschappen en economie, Universiteit Antwerpen                                                                                |
| 1852       |  | Antwerpen | Institut Supérieur de Commerce de l'État                                    | later Rijkshandelshogeschool Antwerpen, later Rijksuniversitair Centrum Antwerpen                                                                | Faculteit Bedrijfswetenschappen en economie, Universiteit Antwerpen                                                                                |
| 1858       |  | Brussel   | Institut Saint-Louis                                                        | later Facultés universitaires Saint-Louis | Université Saint-Louis |
| 1899       |  | Brussel   | Département d'Économie (Université libre de Bruxelles)                      | | Solvay Brussels School of Economics and Management                                                                                                 |
| 1903       |  | Brussel   | École de Commerce Solvay                                                    | later Solvay Business School | Solvay Brussels School of Economics and Management                                                                                                 |
| 1923       |  | Antwerpen | Handelshogeschool voor Juffrouwen                                           | later Handelshogeschool Antwerpen, later Lessius Hogeschool Antwerpen                                                                            | Faculteit Economie en Bedrijfswetenschappen, Katholieke Universiteit Leuven Campus Antwerpen - Carolus                                             |
| 1925       |  | Brussel   | Economische Hogeschool Sint-Aloysius                                        | later HUB-EHSAL | Professionele bachelors: Odisee & academisch onderwijs: Faculteit Economie en Bedrijfswetenschappen, Katholieke Universiteit Leuven campus Brussel |
| 1953       |  | Gent      | Seminarie voor Productiviteitsstudie en -Onderzoek (Rijksuniversiteit Gent) | later Vlerick Leuven Gent Management School | Vlerick Business School |
| 1959       |  | Antwerpen | Instituut voor Postuniversitair Onderwijs (UFSIA)                           | later Universiteit Antwerpen Management School                                                                                                   | Antwerp Management School |
| 1988       |  | Brussel   | EHSAL Management School (EHSAL)                                             | | EHSAL Management School |
| 1992       |  | Brussel   | UBI Business School                                                         | | Academische bachelors, MBA, master in the management of AI and technology                                                                          |